# Ostkarpatische Operation
1941: Białystok-Minsk – Dubno-Luzk-Riwne – Smolensk – Uman – Kiew – Odessa – Leningrader Blockade – Wjasma-Brjansk – Charkow – Rostow – Moskau – Tula

1942: Rschew – Charkow – Ljuban/Wolchow – Kertsch/Sewastopol – Fall Blau – Kaukasus – Stalingrad – Operation Mars

1943: Woronesch-Charkow – Operation Iskra – Nordkaukasus – Charkow – Kursk – Orjol – Donez-Mius – Donbass – Belgorod-Charkow – Smolensk – Dnepr – Kiew

1944: Dnepr-Karpaten – Leningrad-Nowgorod – Krim – Wyborg–Petrosawodsk – Operation Bagration – Lwiw-Sandomierz – Jassy–Kischinew – Belgrad – Petsamo-Kirkenes – Baltikum – Karpaten – Ungarn

1945: Kurland  – Weichsel-Oder – Ostpreußen – Westkarpaten – Niederschlesien – Ostpommern – Plattensee – Oberschlesien – Wien – Oder – Berlin – Prag
Die Ostkarpatische Operation (russisch Восточно-Карпатская операция, Wostotschno-Karpatskaja operazija) war eine Angriffsoperation der Roten Armee während des Zweiten Weltkrieges, die vom 8. September bis zum 28. Oktober 1944 durchgeführt wurde. Die Operation bestand aus zwei Unteroperationen, der Karpaten-Duklaer Operation und der Karpaten-Uschgoroder Operation.

## Vorgeschichte
Während der Lwiw-Sandomierz-Operation im Juli und August 1944 erreichten die Truppen der 1. Ukrainischen Front unter Marschall Konew mit ihrem linken Flügel die Ausläufer der galizischen Karpaten, dicht an der nordöstlichen Grenze der Slowakei. Die geschlagene ungarische 1. Armee und die deutsche 1. Panzerarmee zog sich hinter den San und den oberen Dnjestr etwa auf die Linie Rzeszów-Sanok-Turka-Stryj-Kolomea zurück.
Antideutsche Kräfte in der Slowakei begannen schon vor dem Heranrücken der Front, im Untergrund zahlreiche Partisanen-Abteilungen in den Beskiden zu formieren. Die slowakische Armee bereitete den Aufstand gegen das prodeutsche Marionettenregime vor und plante die Slowakei vor dem Einmarsch der Roten Armee mit eigenen Kräften zu befreien. Ab 23. August begannen darauf deutsche Verbände vorsorglich in die Slowakei einzurücken, es gelang die aufständischen Truppen in der Ostslowakei im Raum Prešov nach Süden abzudrängen und die Pässe durch die Beskiden zu sichern. Am 29. August begann darauf der Slowakische Nationalaufstand, der über die tschechoslowakische Militärkommission sowie die Kommunistische Partei der Tschechoslowakei die sowjetische Regierung zur Unterstützung aufrief. Der Führer des im Raum Banská Bystrica (Neusohl) bis Käsmark konzentrierten Aufstandes, Brigadegeneral Ján Golian erhoffte sich infolge starker Bedrängnis durch deutsche Gegenschläge den Angriff der sowjetischen Truppen vom Osten. Am 6. September erhielt der SS-General Berger als „Deutscher Befehlshaber in der Slowakei“ Befehl, den slowakischen Aufstand niederzuschlagen. Neu formierte Verbände, wie die „Panzerdivision Tatra“, das aus Kriminellen zusammengesetzte SS-Sonderkommando Dirlewanger und kollaborierende slowakische Gruppen kamen dabei zum Einsatz.

### Beteiligte Truppenteile
Der für die erste Septemberwoche zum Angriff bestimmte linke Flügel der 1. Ukrainische Front und die Armeen der 4. Ukrainischen Front unter Iwan Jefimowitsch Petrow hatten eine Stärke von 378.000 Soldaten, 5.140 Geschützen, 322 Panzern und 1.165 Flugzeugen.
38. Armee (Generaloberst K. S. Moskalenko)
- 52., 67. und 101. Schützenkorps (9 Schützendivisionen)
- 31. Panzerkorps (Generalmajor	W. J. Grigorjew)
- 1. Garde-Kavalleriekorps (Generalmajor Viktor Baranow)
- 25. Panzerkorps (Generalmajor Anikuschkin)
- Reserve: 1. Tschechoslowakisches Korps (General Kratochvíl)
- 4. Garde-mechanisiertes Korps (Generalmajor W. I. Schdanow)

1. Gardearmee (Generaloberst A. A. Gretschko)
- 30. und 107. Schützenkorps (Generalleutnant D. W. Gordejew)
- Reserve: 11. Schützenkorps und 3. Garde-Schützenkorps

18. Armee (Generalleutnant J. P. Tschurawljew)
- 95. Schützen- und 18. Garde-Schützenkorps
- 17. Garde-Schützenkorps (Generalleutnant Gastilowitsch)

Ihnen gegenüber stand die deutsche Armeegruppe Heinrici (1. Panzerarmee und ungarische 1. Armee) unter General der Infanterie Heinrici, die zusammen eine Stärke von etwa 300.000 Soldaten, 3.250 Geschützen, 100 Panzern und 450 Flugzeugen aufwiesen.
- XI. SS-Armeekorps (Linker Flügel der 17. Armee) mit 544. und 545. Grenadier-Division
- XI. Armeekorps mit 68., 96., 168. und 208. Infanterie-Division
- XXIV. Panzerkorps mit 1. und 8. Panzer-Division
- Reserve: 75. und 357. Infanterie-Division
- ungarische 6. und 13. Division
- XXXXIX. Gebirgskorps mit 100. und 101. Jäger-Division

## Verlauf

### Karpaten-Duklaer Operation
Die sowjetischen Vorbereitungen für die Karpaten-Duklaer Operation erfolgten kurzfristig, um den Slowakischen Aufstand schneller unterstützen zu können. Die 38. Armee unter Generaloberst Moskalenko setzte im Raum Krosno auf nur 9 Kilometer im ersten Treffen drei Schützenkorps mit 9 Schützendivisionen (70. Garde-, 305., 304., 140., 183., 241., 211., 340. und 121. Schützendivision) zum Durchbruch auf Jaslo ein. Am 8. September um 8:45 Uhr erfolgte nach einer 125-minütigen Artillerievorbereitung die Großoffensive der verstärkten 38. Armee gegen die Stellungen des deutschen XI. Armeekorps (General der Infanterie Rudolf von Bünau). Insgesamt setzte die 38. Armee 1.724 Geschütze ein; die Artilleriekonzentration im Hauptangsriffsfeld erreichte 200 Geschütze pro Frontkilometer. Unmittelbar gegenüber lagen die Stellungen der deutschen 68., 208. und 545. Infanterie-Division. Luftunterstützung leistete das 1. Garde-Bomberkorps unter Generalleutnant W. G. Rjasanow. Das 67. Schützenkorps auf der linken Flanke konnte Krosno nicht nehmen, etwa 6 km entfernt, wartete das 25. Panzerkorps von General Anikuschkin untätig auf den Einsatz zum Nachstoßen.
Am 9. September griff am rechten Flügel der 38. Armee das 107. Schützenkorps (Generalleutnant D. W Gordejew) der sowjetischen 1. Gardearmee in die Kämpfe ein und sollte in Richtung Komańcza durchbrechen um die Verbindung zur 38. Armee herzustellen. Das in der Mitte der 38. Armee eingesetzte 101. Schützenkorps (General A. L. Bondarjew) konnte mit der 70. Garde-Schützen-Division bis zu einer Tiefe von 9 km in die deutschen Linien einbrechen, blieb aber vor den Höhen südlich von Gemina Chorkowka und Mahnowki stecken. Die Untätigkeit des Kommandanten des sowjetischen 25. Panzerkorps, General Fjodor Georgjewitsch Anikuschkin, führte auf Befehl Konews zu dessen Ersetzung durch Oberst W. G. Petrowski. Im Raum beiderseits von Sanok konzentriert eröffnete die 1. Gardearmee (General Gretschko) den Angriff über den San gegen die Stellungen der deutschen 96. Infanterie-Division. Auch hier standen 3 Infanteriekorps (18. Garde- und 30. und 107. Schützenkorps) mit 8 Schützen-Divisionen (155., 167., 30., 141., 276., 151., 161. und 129. Garde-Division) im Angriff, die 237. Schützen-Division bildete die Reserve. Am linken Flügel der 4. Ukrainischen Front unterstützte auch die 18. Armee mit dem 11. und 95. Schützenkorps. Im Rahmen der Infanteriekorps der Generalmajore I. T. Samerzew und I. Melnikow waren sechs Schützendivisionen (66. und 128. Garde-, 24., 351. und 242. Schützen- sowie 318. Gebirgsjäger-Division) gegen die Stellungen des deutschen XXXXIX. Gebirgskorps (General Karl von Le Suire) angesetzt. Das 17. Garde-Schützenkorps (2. Garde-Luftlande-, 8., 138. und 317. Schützen-Division) war am äußersten linken Flügel am Jablunkapass als selbständiger Großverband eingesetzt und blieb dem Armeegeneral Petrow direkt unterstellt.
Am Morgen des 10. September nahm die vordere Stoßgruppe der 38. Armee nach 30 Minuten Artillerievorbereitung ihre Offensive in Richtung Dukla wieder auf. Der Gegenstoß des aus dem Bereich der deutschen 17. Armee angelangten XXIV. Panzerkorps (stellvertretend unter General von Edelsheim) aus dem Raum Żmigród konnte mit der 1. und 8. Panzer-Division die sowjetischen Erfolge vorerst stoppen. Das Tschechoslowakische Korps war an der Dörferlinie Bóbrka, Wrocanka und Machnówka unter schweren Verluste abgeschlagen worden, General Kratochwil wurde auf Betreiben von Marschall Konew durch General Svoboda ersetzt.
Weil jetzt gegenüber der 1. Gardearmee 4 deutsche Divisionen (96., 168. und 254. Infanterie- und 101. Jäger-Division) sowie 2 ungarische Divisionen (6. und 13. Division) konzentriert wurden, begann die sowjetische 18. Armee mit starken Flankenangriffen. Das 17. Garde-Schützenkorps (General Gastilowitsch), das an der äußersten linken Flanke der Front lag, begann am 11. September mit der Offensive. Das 17. Garde-Schützenkorps umfasste vier Divisionen (das 2. Garde-Luftlande-, 8., 138. und 317. Schützen-Division), als Reserve diente das 11. Schützenkorps (226., 271. und 237. Schützen-Division).

### Kämpfe um Uschok- und Dukla-Pass

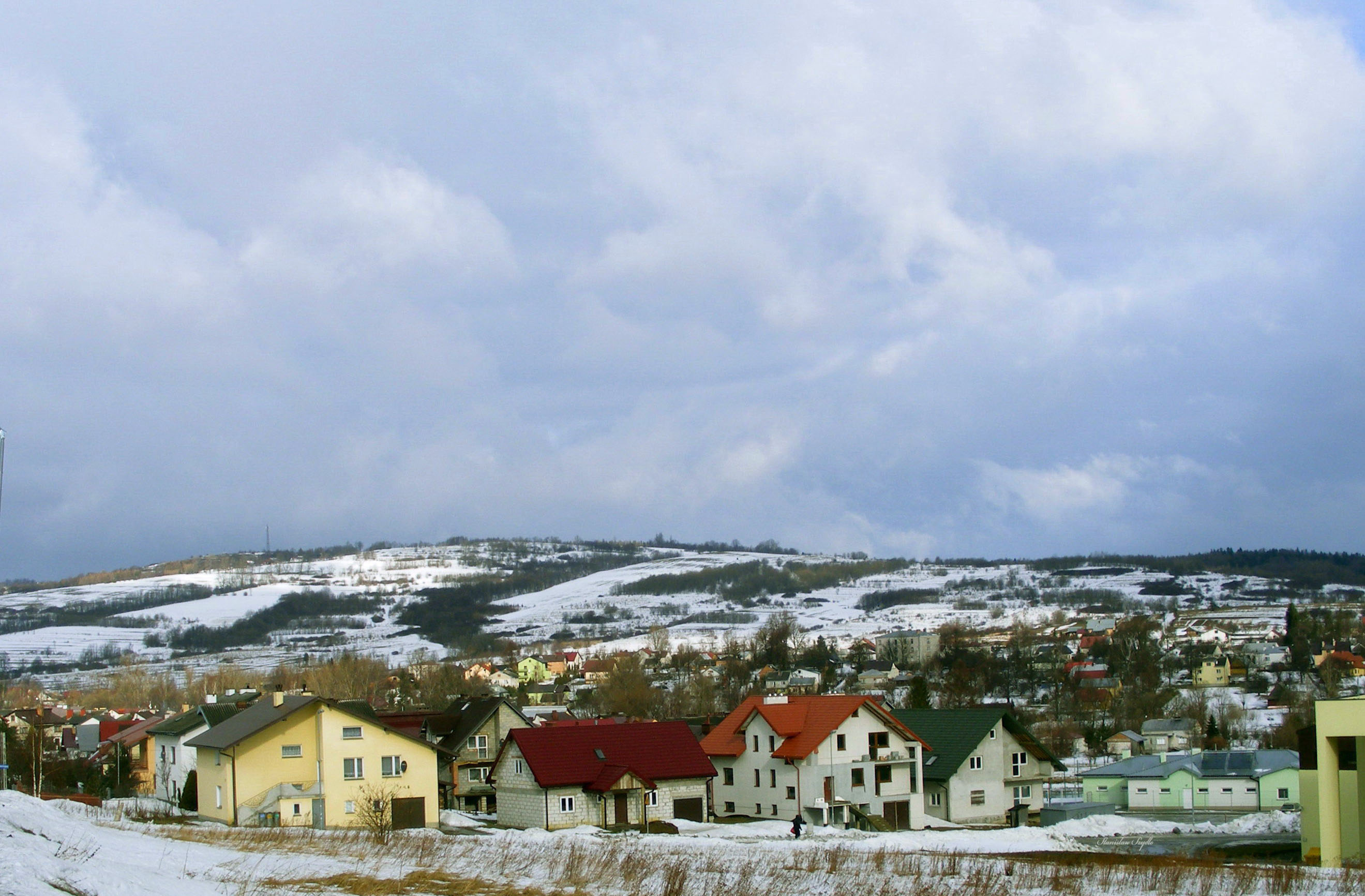
Die umkämpfte Anhöhe 534 am Duklapass

Die ungarischen Truppen zwischen Uschgorod und Körösmezö (Jasiňa) wurden zum Schutz des Uschok-Passes mit Teilen der deutschen 100. Jäger-Division verstärkt. Zum Schutz der Wege von Sanok nach Mezőlaborc, von Lisko nach Lupkow und von Cisna nach Humenné hatten die Ungarn die Ortschaften Javornik, Baligrod, Radoszyce, Solinka, Rusca, Gorbok Chabin und eine Reihe anderer Stützpunkte gut befestigt. Am 19. September wurde beim Angriff der 1. Gardearmee in Richtung auf Baligród auch das 3. Gebirgskorps unter Generalmajor A. J. Wedenin in die Schlacht eingeführt. Am 26. September erstürmte das 95. Schützenkorps (Generalmajor Melnikow) mit der 24. Schützen-Division (Generalmajor Fedor A. Prochorow) Turka, umging die ungarischen Stellungen bei Bereszna und drang bis 29. September in den Bezirk Hommona durch.
Am 1. Oktober überquerte bei der 38. Armee das 101. Schützenkorps (211. und 241. Schützendivision) die polnische Grenze im Raum 5 km nordwestlich des Dukla-Passes und drang in die Slowakei ein. Besonders hart wurde wochenlang um den Durchbruch am Duklapass gekämpft, der schließlich am 6. Oktober durch Truppen der sowjetischen 38. Armee erzwungen wurde. Bei der Erstürmung des Passes war neben dem 67. Schützenkorps und dem 31. Panzerkorps auch das 1. Tschechoslowakische Korps (General Swoboda) eingesetzt. Trotz dieses taktischen Erfolges war nach einmonatigem Kampf der 1. Ukrainischen Front nur ein 30–35 km tiefer Einbruch in die deutsch-ungarische Front gelungen und die Front an diesem Abschnitt bis Ende Oktober wieder erstarrt.

### Karpaten-Uschgoroder Operation
Die Karpaten-Uschgoroder Operation, die vom linken Flügel der 4. Ukrainische Front durchgeführt wurde, begann nach durchgehenden Niederschlag vom 1. bis zum 5. Oktober zeitgleich mit der Debrecener Operation der 2. Ukrainischen Front die zweite Phase der Offensive.
Die sowjetischen Truppen kamen bis zum Durchbruch der 2. Ukrainische Front bei Debrecen nur langsam voran. Am 18. Oktober wurde Maramarossziget (Sighetu Marmației) durch das 50. Schützenkorps (Generalmajor Serafim P. Merkulow) der sowjetischen 40. Armee besetzt. Dadurch war der Rücken der ungarischen 1. Armee bedroht und die Grenz-Stellungen zwischen der Höhenstellung Polonia Runa und dem Czeremosz-Abschnitt gegenüber der sowjetischen 18. Armee mussten aufgegeben werden. Am 24. Oktober besetzte das 17. Schützenkorps (Generalmajor Gastilowitsch) Hust, am 25. Oktober fiel Sewljusch und am folgenden Tag wurde die Linie zwischen Beregszász und Munkacz Mukatschewo erreicht. Am 27. Oktober nahm die 18. Armee Uschgorod (Ungvár) und erreichte am 29. Oktober bei Tschop den Theiß-Abschnitt, womit sich die 4. Ukrainische Front mit der 40. Armee (General Schmatschenko) der 2. Ukrainischen Front vereinigte.

## Verluste und Folgen

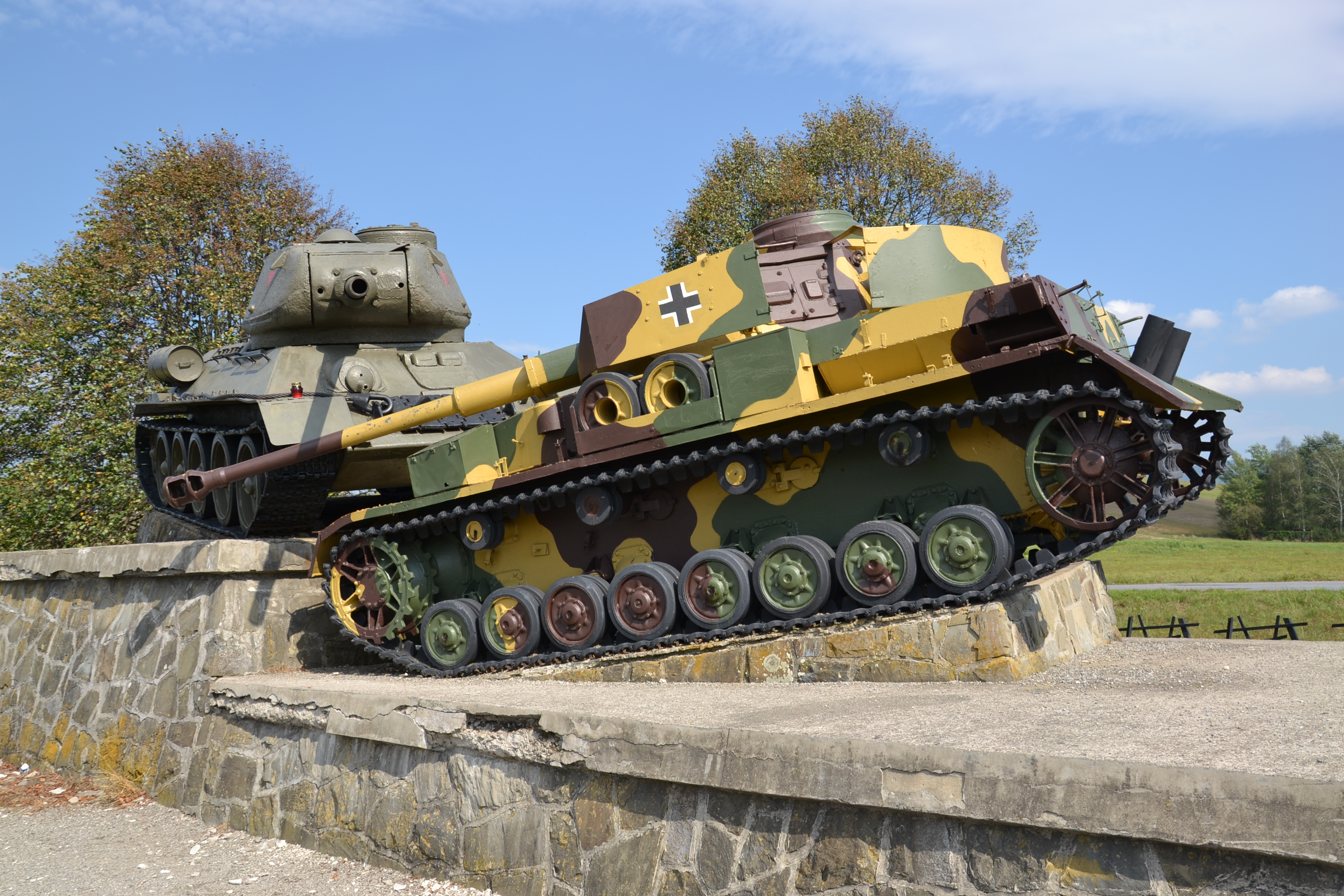
Denkmal an der Europastraße 371, ein Kilometer nördlich von Svidník, an der Abzweigung nach Kapišová.

Die sowjetische Offensive half dem Slowakischen Nationalaufstand und den sowjetischen Truppen in Ungarn, weil dadurch deutsche und ungarische Truppen gebunden werden konnten. Die angestrebte Verbindung mit den slowakischen Truppen konnte aber nicht erreicht werden, der Aufstand wurde von den deutschen Truppen bis Ende Oktober niedergeschlagen. Der seit 7. Oktober führende General Rudolf Viest und sein Vorgänger General Golian wurden am 3. November in Pohronský Bukovec und im Okres Banská Bystrica (Bezirk Neusohl) gefangen genommen und später hingerichtet.
Die Rote Armee konnte sechs Divisionen der Achsenmächte dezimieren, brachte 31.600 Gefangene ein, eroberte fast die ganze Karpatenukraine und betrat erstmals Staatsgebiet der Tschechoslowakei.
Die sowjetischen Truppen erbeuteten nach eigenen Angaben 912 Geschütze und 40 Panzer und verloren dabei offiziell 126.211 Soldaten (davon 26.843 Tote), ferner 478 Panzer und Sturmgeschütze, 962 Geschütze und 192 Flugzeuge. Die Verluste des 1. Tschechoslowakischen Korps betrugen 5.699 Mann (1.630 Tote).